# Sunrise Avenue
Sunrise Avenue este o formație finlandeză de muzică rock, fondată în 1992 în Espoo, Finlanda. Inițial trupa se numea “Sunrise”, iar în 2001 a fost redenumită în “Sunrise Avenue”. Sunrise Avenue este cunoscută în special pentru piesele "Hollywood Hills" (2011), "Fairytale Gone Bad" (2006), "Forever Yours" (2007), "The Whole Story" (2009), "Heal Me" (2007) și "Welcome To My Life" (2009). Până în prezent formația a lansat trei albume de studio, un album live, un DVD live și 12 single-uri.
Pe 13 decembrie 2011 Sunrise Avenue a apărut la Vocea României în calitate de invitat.

## Componență
| Membri actuali - Samu Aleksi Haber (n. 2 aprilie 1976) - voce, chitară - Ilkka "Raul" Ruutu (n. 28 august 1975) - chitară bas, voce de fundal (2002–prezent) - Sami Tapio Osala (n. 10 martie 1980) - baterie (2005–prezent) - Riku Juhani Rajamaa (n. 4 noiembrie 1975) - chitară solo, voce de fundal (2007–prezent) Membri de turnee - Osmo Ikonen - clape (2009–prezent) | Foști membri - Jan Hohenthal - chitară, voce (1992–2002) - Sami Heinänen - chitară bas, voce de fundal (1995–2002) - Teijo Jämsä - baterie (2004–2005) - Janne Kärkkäinen - chitară, voce de fundal (2002–2007) - Juho Sandman - baterie, voce de fundal (2002–2004) - Teijo Jämsä - baterie (2004–2006) - Jukka Backlund - clape (2005–2008) - Olli Tumelius - baterie (2005) - Lenni-Kalle Taipale - (2010) - Heikki Puhakainen - (2011) |

## Discografie
Albume
- On the Way to Wonderland (2006)
- Popgasm (2009)
- Acoustic Tour 2010 (2010)
- Out of Style (2011)
- Out of Style - Live Edition (2012)
- Unholy Ground (2013)
- Fairytales – Best Of 2006–2014 (2014)
- Heartbreak Century (2017)

## Premii
| An   | Premiu |
| ---- | --- |
| 2007 | - NRJ Music Awards: Best Nordic Band, Best Newcomer Band, Best Nordic Album (On The Way To Wonderland) - Emma [Finlanda]: Best Newcomer Finland                                |
| 2008 | - Emma: Biggest Export - European Border Breakers Award (EBBA) presented by the EU in Cannes, France - Eska Radio Award [Poland] - Radio Regenbogen Listener's Award [Germany] |
| 2011 | - Sold-Out-Award (Out-of-Style Tour) |